# Colonel Abrams
Colonel Abrams (25 de maio de 1949 – 24 de novembro de 2016) foi um cantor, dançarino e compositor americano. Considerado pioneiro do gênero house, fez sucesso nos anos 80 com suas canções.
Deu início a sua carreira  na banda 94 East em 1976, trabalhando em conjunto com Prince. Seu hit mais famoso foi "Trapped" (1984) e após isso lançou seis álbuns de estúdio de 1985 a 2010.
Morreu sem-teto por complicações pela falta de  tratamento de sua diabetes.

## Discografia

### Álbuns
- Colonel Abrams (MCA, 1985)
- You and Me Equals Us (MCA, 1987)
- About Romance (Scotti Bros./Acid Jazz, 1992)
- Make a Difference (Music USA, 1996)
- Best of Colonel Abrams (Universal Special Products, 1999)
- Strapped: The Very Best of the Remixes (Famous, 2010)

### Singles
- 1984: "Music Is The Answer"/"Leave the Message Behind the Door"
- 1985: "Trapped"/"The Truth"
- 1986: "Speculation, I'm Not Gonna Let You and Over and Over"
- 1987: "How Soon We Forget, Nameless, Soon You'll Be Gone"
- 1990: "Bad Timing"
- 1991: "You Don't Know (Somebody Tell Me)" (#58 US R&B)
- 1992: "When Somebody Loves Somebody" (#70 US R&B)
- 1992: "Never Be Another One" (#22 US Dance)
- 1993: "I'm Caught Up"
- 1993: "As Quiet as It's Kept"
- 1994: "So Confused" (#15 US Dance)
- 1994: "So Proud"
- 1995: "Victim of Loving You"
- 1996: "Heartbreaker"
- 1996: "99½"
- 1996: "As I Take You Back"
- 1996/7: "Get With You"
- 1997: "Make a Difference"
- 1997: "Trapped '97"
- 2000: "Music Is My Life"
- 2001: "Don't Give Me a Love That I Can't Use"
- 2002: "Hurt My Feelings"
- 2002: "Could It Be"